# 八代亜紀ベストヒット 〜ニューレコーディングス&ニューシングルズ〜
『八代亜紀ベストヒット 〜ニューレコーディングス&ニューシングルズ〜』（やしろあきベストヒット 〜ニューレコーディングス・アンド・ニューシングルズ）は、2021年9月25日に発売された八代亜紀のベスト・アルバムである。

## 概要
Virgin Music移籍後、初となる演歌アルバム。往年のヒット曲12曲の新録音に加えてVirgin Music移籍後に発売されたシングル曲を収録。『八代亜紀ベストヒット 50』と同時発売。

## 収録曲
1. なみだ恋
作詞：悠木圭子
作曲：鈴木淳
編曲：鎌田雅人
2. おんなの夢
作詞：悠木圭子
作曲：鈴木淳
編曲：宮永治郎
3. 花水仙
作詞：池田充男
作曲：浜圭介
編曲：鎌田雅人
4. 恋歌
作詞：池田充男
作曲：伊藤雪彦
編曲：小野秀幸
5. おんな港町
作詞：二条冬詩夫
作曲：伊藤雪彦
編曲：宮永治郎
6. もう一度逢いたい
作詞：山口洋子
作曲：野崎真一
編曲：宮永治郎
7. 愛の終着駅
作詞：池田充男
作曲：野崎真一
編曲：小野秀幸
8. 哀歌（エレジー）
作詞・作曲：谷村新司
編曲：若草恵
9. 舟唄
作詞：阿久悠
作曲：浜圭介
編曲：大坪稔明
10. 雨の慕情
作詞：阿久悠
作曲：浜圭介
編曲：大坪稔明
11. 日本海
作詞：阿久悠
作曲：大野克夫
編曲：宮永治郎
12. 愛を信じたい
作詞：秋元康
作曲：中崎英也
編曲：若草恵
13. だいじょうぶ
作詞：伊藤薫
作曲：高見沢俊彦
編曲：高見沢俊彦・鎌田雅人
14. 明日に生きる愛の歌
作詞：悠木圭子
作曲：鈴木淳
編曲：鎌田雅人
15. 居酒屋「昭和」
作詞：中山正好
作曲：八代亜紀・大谷明裕
編曲：竹内弘一